# Franz Joseph Müller (Politiker)
Franz Joseph Müller (* 13. Februar 1830 in Emmelhofen, einem zu Bodnegg gehörenden Weiler im heutigen Kreis Ravensburg; † 26. Mai 1908 in Ehingen) war Stadtschultheiß (Bürgermeister) von Ehingen und Mitglied des Deutschen Reichstags.

## Leben
Müller, sein Familienname ist im Geburtenbuch der katholischen Kirchengemeinde Bodnegg Miller geschrieben, ist der Sohn des Andreas Miller von Fenken, Bauer in Emmelhofen, und der Franziska Miller, geb. Fischer. Franz Joseph war das jüngste von 5 Kindern seiner Mutter. 1831 zog die Familie von Emmelhofen in den kleineren Weiler Reibeisen in der Pfarrei Amtzell. Reibeisen hatte 1841 eine Mühle und eine Ziegelhütte und 10 Einwohner. 1834 starb der Vater.
Er studierte von 1849 bis 1855 katholische Theologie und Rechtswissenschaften in Tübingen.
Franz Joseph Müller heiratete 1861 in Ehingen die Wirtstochter Veronika Manz, die aber schon bei der Geburt ihres ersten Kindes starb. Müller heiratete darauf 1863 Maria Kreszentia Manz, die Schwester seiner verstorbenen ersten Frau. Im selben Jahr wurde er in Ehingen als Stadtschultheiß gewählt.
In Müllers Amtszeit entstanden in Ehingen bedeutende neue öffentliche Bauten und Einrichtungen: z. B. 1869 Ehingens Anschluss an die Eisenbahn und der Bau eines Bahnhofs, ab 1877 das öffentliche Wasserversorgungsnetz, 1883 der Bau eines Gymnasiums und 1886 eines Bezirkskrankenhauses, 1871 die Einrichtung einer „Kleinkinderschule“.
Ab 1879 war er Mitglied des Deutschen Reichstags für den Wahlkreis Württemberg 15 (Blaubeuren-Ehingen) und die Deutsche Reichspartei.
1885 erhielt Müller für seine Verdienste das Ritterkreuz 1. Klasse des Friedrichs-Ordens. Nach dem Tod seiner Frau 1888 übernahm eine seiner Töchter den kinderreichen Haushalt. Ende 1905 sah Müller sich durch seine geschwächte Gesundheit gezwungen, nach 43 Dienstjahren sein Amt abzugeben. Er starb 1908. In Ehingen erinnern eine nach ihm benannte Straße und ein Brunnen an den früheren Stadtschultheißen.